# Вишняков, Николай Петрович (геолог)
Никола́й Петро́вич Вишняко́в (1844—1927) — русский общественный деятель, гласный Московской думы, купец, геолог-любитель и коллекционер.

## Биография
Родился 7 (19) ноября 1844 года в Москве в купеческой семье.
Окончил московский немецкий пансион доктора философии Циммермана. В 1862—1866 годах учился на естественном отделении физико-математического факультета Московского университета. Затем обучался и окончил Коммерческую академию в Дрездене. В течение нескольких лет путешествовал по Франции, Испании, Германии и Англии. В 1873 году он возвратился в Москву с большой коллекцией минералов и ископаемых артефактов. Летом 1874 года совершил большую геологическую экскурсию по рекам Оке и Волге. В 1874—1875 годах прошёл научную стажировку в Венском университете, после чего весной 1875 года был принят в члены Московского общества испытателей природы и Петербургского минералогического обществ. В мае 1876 года Вишняков купил крупную минералогическую коллекцию московского химика и минералога Р. Германа, добавив к ней собственные приобретения. В этом же году он совершил геологическую экскурсию на реку Волхов. После Октябрьской революции, в 1920 году, коллекция Вишнякова была национализирована и в настоящее время хранится в Государственном геологическом музее им. В. И. Вернадского Российской Академии наук.
Получив богатое наследство, Николай Вишняков вёл жизнь рантье. При этом занимался общественной деятельностью — избирался в Московскую городскую думу и почти 30 лет состоял гласным думы. Также утверждался в должности почётного мирового судьи и попечителя Дорогомиловского начального училища, был членом советов Городской торговой школы им. Алексеевых и Городской картинной галереи им. П. М. и С. М. Третьяковых (1903—1905). По политическим взглядам Вишняков был октябрист. Был верен идеям октябризма и в период кризиса в рядах партии в 1913—1916, когда она провалилась на выборах 1912 года в IV Государственную думу и в ноябре 1916 года — в Московскую городскую думу; состоял в руководящих органах партии в период выборных кампаний в Городскую думу 1908, 1912 и 1916 годов.
Жил в Москве в собственном доме в Гагаринском переулке (д. 18). Умер в 1927 году в Москве. В его честь английским палеонтологом М. Тейсейром назван вид юрских аммонитов — Choffatia vischniakoffi (Teisseyre, 1883).

## Избранные публикации
- Vischniakoff N. Notice sur les couches jurassiques de Syzran // Bull. Soc. Imp. des Nat. de Moscou (фр.). — Moscou, 1874. — Vol. 48. N 4. — P. 211-225.
- Vischniakoff N. Observations sur la dernière loge de quelques ammonites de Russie // Bull. Soc. Imp. des Nat. de Moscou (фр.). — Moscou, 1878. — Vol. 53. N 1. — P. 39-55.
- Vischniakoff N. Description des Planulati (Perisphinctes) Jurassiques de Moscou. Premiere partie. Atlas. Moscou (фр.). — Moscou, 1882. — 8 pl. aves expl. p.
- Вишняков Н. П. О юрской формации в селе Кохме близ города Шуи (Владимирской губ.) // Зап. СПб. Минер. общ.. — Ч. 18. — СПб., 1883. — С. 103-107.
- Вишняков Н. П. Сведения о купеческом роде Вишняковых, собранные Н. Вишняковым. — Ч. 1. — М.: Типография Г. Лисснера и А. Гешеля, 1903. — 98 с.
- Вишняков Н. П. Сведения о купеческом роде Вишняковых, собранные Н. Вишняковым. — Ч. 2. — М.: Типография Г. Лисснера и Д. Собко, 1905. — 210 с.
- Вишняков Н. П. Сведения о купеческом роде Вишняковых, собранные Н. Вишняковым. — Ч. 3. — М.: Типография Г. Лисснера и Д. Собко, 1911. — 167 с.